# Корисні копалини Кіровоградської області
За промисловим використанням всі корисні копалини Кіровоградської області поділяються на металічні (руди різноманітних металів), неметалічні (будматеріали, хімічна сировина, мінеральні добрива, вогнетривкі і абразивні матеріали) і горючі (вугілля, торф, горючі сланці тощо). До особливої групи відносяться підземні води.
На території області експлуатуються родовища більш ніж двох десятків різноманітних видів корисних копалин, а також відкриті рудопроявлення ще багатьох інших видів мінеральної сировини.

## Горючі корисні копалини

### Буре вугілля
У Кіровоградській області поширені родовища бурого вугілля, які відносяться до Дніпровського буровугільного басейну. Вугілля залягає серед палеогенових пісків та глин, вік його становить 40—50 млн років, товщина шарів вугілля досягає 20 м. В області зосереджено 90 % запасів вугілля (3,3 млрд т) Дніпровського басейну.
Найвизначніші родовища відомі в Олександрії, Балаховці, Петровому, Михайлівці, Бандурівці.
Середнє річне видобування бурого вугілля брикетів на Дмитрівській і Байдаківській фабриках — близько 3,5 млн т. Брикети бурого вугілля є повноцінним паливом, зручним для спалювання та перевезення. Вони використовуються для термічної обробки, при виробництві бензину, мастила, газів. Практично все видобуте вугілля переробляється і використовується в області.

### Горючі сланці
У Кіровоградській області горючі сланці знайдені в 60-х роках поблизу села Бовтишка Олександрівського району. Бовтишське родовище знаходиться у великій округлій западині типу кратера, яка має діаметр 22 км. Нижня частина западини, що складена склоподібною масою, перекривається піщано-глиняною товщею палеогенового віку. Прошарки горючих сланців, що залягають серед цієї товщі, утворюють 5 горизонтів, з яких основний (четвертий) залягає на глибині 220—250 м в центрі родовища і на глибині 30—50 м по периферії. Сумарна корисна товщина прошарків в межах 10—15 м.
Горючі сланці характеризуються середньою наявністю золи — 62—63 %, середнім теплоутворенням 2850 ккал/кг та наявністю близько 18 % смоли.
Запаси сланців складають близько 3 млрд т.

### Торф
Торф є першою стадією процесу вуглеутворення. Використовується для виробництва паливних брикетів, нафтопродуктів (напівкокс, горючий газ, аміак, оцтова кислота, дьоготь, спирт), виготовлення будівельних матеріалів (ізоляційні плити), використовується в сільському господарстві як добриво, застосовується в медицині для грязелікування. В останній час розроблена технологія виділення з торфу воску — дефіцитного продукту для побутової хімії, фармацевтики, машинобудування, текстильної промисловості.
В Кіровоградській області знаходяться невеликі родовища торфу, що розташовані в заболочених плавнях річок Мала Вись та Велика Вись, в долинах річок близько Новомиргорода, біля Онуфріївки. Маловисківське та Великовисківське родовища містять низинний тип торфу, зольність його становить 33 %, теплопровідність 5158 ккал/кг. Ці родовища експлуатуються місцевими організаціями з 1947 року.

## Рудні (металеві) корисні копалини

### Залізо
Найпоширеніший елемент і по суті в ваговому відсотку (5,1 %) займає друге місце серед металів після алюмінію (6,6 %).
Залізорудні родовища розташовані в східній частині Кіровоградської області. В геологічному відношенні вони належать до Криворізького басейну. Тут знаходяться Петрівське, Ганнівське, Артемівське, Горіхівське, Попельнастівське та інші залізорудні родовища.
У Петрівському районі області діє кар'єр номер 3 Криворізького центрального ГЗК. Тут руда залягає на невеликій глибині (40—50 м), що зумовлює економічність її видобування відкритим методом. Всього в кар'єрі підлягає обробці 21 горизонт. Проектна глибина кар'єру 500 м. Починаючи з п'ятого горизонту з кар'єру безпосередньо в вагони завантажують високоякісну руду з великою вмістимістю заліза. Видобуток руди на рік становить 9 млн т. За 25 км на Південний Схід від смт. Петрового розташований Ганнівський рудник Північного ГЗК. Тут видобуток руди ведеться в кар'єрі довжиною більш ніж 1,5 км, шириною 0,5—0,7 км та на глибині більш ніж 150 м. Щорічно видобуток становить 10 млн. т руди. Вміст заліза 40 %. Біля села Артемівки на річці Зеленій будується великий Артемівський кар'єр. На території області в м. Долинській будується ГЗК для переробки маловмістних та окислених кварцитів (600 млн т). Комбінат буде переробляти 30 млн т сирої руди та видавати щорічно металургійним підприємствам 12,9 млн т збагаченої.

### Нікель
У Кіровоградській області родовища нікелевих руд належать до Побузької тектонічної зони глибинних зламів (Голованівський район). Тут встановлено більш ніж 50 масивів основних та ультраосновних порід (габбро, перідотіти, дацити), що містять рудні мінерали: пірротин, пентландіт, халькопірит.
У родовищах Побузького вміст нікелю становить 0,5—5,2 %. Тут знаходяться Деренюхське, Капітанківське, Липовеньківське, Грушківське та інші родовища, на базі яких діє Побузький нікелевий комбінат. Вміст нікелю в сирій руді становить при розробці 0,9—1,5 %, заліза — 10—20 %, кобальту 0,03 %, кремнезему 45 %. Кінцевим продуктом є феронікель — сплав нікелю, кобальту та заліза. Видобуток руди на комбінаті досягає 1 млн т на рік.
Близько 80 % нікелю використовують для виготовлення легованих та нержавіючих сталей. Якщо нікелева сталь містить в собі 0,2 % вуглецю (при вмісті нікелю 25 %), вона стає немагнітною. Якщо додати в немагнітну сталь 3—5 % хрому, можна отримати немагнітну броню.
В Побузькому знайдено Хащуватське родовище марганцевих руд, створене в результаті адсорбції та осадження марганцю в вапняках («марганцеві шапки»).
Існує велика перспектива знайти в Кіровоградській області титано-цирконієву руду та алюмінієву сировину.
В корі вивітрювання основних порід (габбро-анорзотитів) на території Новомиргородського та Знам'янського районів широко розповсюджений ільменіт — основний мінерал, що містить в собі титан.

### Уран
Перше родовище урану виявлене в 1964 році. У наступні роки після Мічурінського родовища знайдене Ватутінське родовище, Северинське родовище та цілий ряд інших, на базі яких утворено власну мінерально-сировинну базу атомної енергетики України. Усі родовища, за наявними в них запасами, належать до великих. Переробка урану здійснюється до стадії «окис-закис». Збагачені концентрати для подальшої переробки по розподілу на уран — 238 переправляються в Росію.
Об'єкти уранодобувної промисловості — це три родовища уранової руди — Новокостянтинівське, Інгульське та Смолинське. Добування руди ведеться на Інгульській та Смолинській шахтах Східного гірничо-збагачувального комбінату (ГЗК). Новокостянтинівська шахта законсервована.
На території області зафіксовано виділення радону та його продуктів розпаду (радон-222), особливо у центральній частини області, яка розміщена на масиві гірських порід гранитоїдного складу. Більша кількість радону вивільнюється при видобуванні урану, який несприятливо впливає на клімат регіону та здоров'я людей.
Фонове гама-випромінювання у області складає від 10 до 18мкр/год., а у м. Кропивницький — 9-15мкр/год.

### Золото
Питання про можливе виявлення промислових покладів золота в корінному заляганні ставилося геологами давно. Однак лише наприкінці 80-х років були знайдені Юр'ївське та Клинцівське родовища, які оцінюються як великі. Основні оцінюючі параметри (потужність рудних залягань, вміст золота, розмах оруднення) мають мало аналогів.
Гірсько-рудна та рудопереробна промисловість області має можливість здійснювати повний цикл процесу утворення товарного золота.
Разом із золотом можливо додатково отримувати срібло. Мають місце рудовиявлення платини, вольфраму та олова.

### Рідкісні метали
Серед цієї групи наявні рудопроявлення танталу, ніобію. У останні роки знайдене родовище літію, велике за запасами, де можливо одночасно добувати олово (Полохівське родовище).

## Неметалічна сировина

### Графіт
Залягання графіту в Кіровоградській області відомі з початку XX століття в с. Петровому, де ще тоді діяли шахти з видобутку графіту (Петрівське графітове родовище), які пізніше закрили через відсутність залізниці. В районі цих шахт є с. Графітівка (нині у складі Петрове (смт)), що нагадує про видобуток графіту. У наш час (кін. XX — поч. XXI ст.) в області експлуатується найбільше в Європі Заваллівське родовище графіту, знайдене в 1931 році, початок видобутку — 1934 рік. Вміст графіту в каолінізованих гнейсах становить 6—14 %. Гнейси утворюють залягання у вигляді пластів потужністю до 500 м, довжиною 5 км.
В смт. Заваллі (Гайворонський район) знаходиться головне підприємство виробничого об'єднання Кіровоградграфіт. Це — основний виробник кристалічного графіту та колоїднографітових препаратів для промисловості а також на експорт у 21 країну.

### Озокерит(гірський віск)
Використовується для виробництва цінних сортів паперу, обробки тканин, шкір; використовується в косметиці та медицині. Чотири країни у світі виготовляють гірський віск. Його добувають у Кіровоградській області з бурого вугілля, з 1959 року в області діє Семенівський завод з виготовлення озокериту. Інженери-вуглехіміки розробили технологію отримання модифікованого озокериту, що використовується у виробництві поліграфічної фольги, кіноплівки, грамплатівок.
Біля Олександрії знаходиться санаторій «Дружба», де проводять процедури, що ґрунтуються на тепловому і компресійному впливанню озокериту (озокеритотерапія).

### Алмази
Знахідки алмазів та їх мінералів-супутників в області відомі давно. Цільові пошукові роботи розпочато лише в 1993 році. Виявлено численні геологічні структури, що є сприятливими для впровадження кімберлітів. Знайдені кільця викидів туфобрекчій, що є корами вивітрювання кімберлітових порід, де виявлені прямі мінерали-супутники й алмазів. Нарешті в 1995 році знайдено коренні кімберліти. Йде оцінка їх алмазності.

### Глина та каоліни
В Україні знайдено 150 родовищ каолінів, які дають 80 % добутку цієї сировини в колишньому СРСР.
В Кіровоградській області каолін видобувається на родовищах вогнетривких глин, що розташовані поблизу с. Катеринівки. Катеринівські каоліни застосовують як додаток до глини Часов-Ярського родовища, в результаті чого отримують вогнетривку глину з вмістом суми окислів алюмінію та титану 30 %, окислів заліза не більш ніж 3 % та вогнетривкістю не менш ніж 1670 °C. Таку суміш застосовують для випалювання абразивних виробів.
Запаси каолінів, що розташовані поблизу Гайворона та Салькового, використовуються як вогнетривкі та як шамот.
За 3 кілометри на Північний Схід від Кіровограда розташоване Веселівське родовище керамзитової сировини.
- Див. Кіровоградське родовище вогнетривких глин

### Трепел
Належить до групи кремнеземистих (опалових) порід, до якої відносяться також діатоміт, опока та деякі інші.
Трепел містить 70—98 % розчинного кремнезему. Він має велику кількість пор (60—64 %), малу об'ємну вагу (0,5—1,25 т/м3), адсорбційні та теплоізоляційні властивості, хімічну стійкість у відношенні до лугів та кислот. В Олександрії він є

### Будівельні, формовочні, скляні матеріали
В області присутні багато видів будівельних матеріалів: суглинки, піски, пісковики, бутовий камінь, щебінь, вапняк, мергел, кварцити тощо.
Суглинки використовують для виготовлення цементу та цегли. Родовища суглинків (для цегли марки «100» і «150») знайдені поблизу смт. Компаніївки, хутора Соколівського, в Новгородківському районі. Біля м. Малої Виски на місцевій сировині працює цегляний завод міжколгоспбуду (потужність суглинків 4—5 м, продуктивність заводу 2 млн шт. на рік). Такого ж типу завод працює біля смт. Великої Виски, марка цегли 100—150, продуктивність 2,8 млн шт.
Великими родовищами цегляно-черепичної сировини є Новомиргородське, Васінське (в 3-х км на Північний Схід від м. Знам'янки), обознівське біля Кіровограда та багато інших.
У великому обсязі ведеться кар'єрний видобуток бутового каменю, щебеню, на який головним чином йдуть граніти, гнейси.
Численні жили пегматітів є чудовою сировиною для керамічних виробів в електротехніці (ізолятори).
В Побужжі розташовані охри, що є природними барвниками, а проявлення цінної слюди (вермикуліт) можуть використовуватись як термоізолятори.

### Облицювальний камінь
З облицювальних каменів в Кіровоградській області найбільш широко використовуються граніти, серед яких виділяються три основних різновиди: сировина рівномірнозерниста та порфіровидні граніти (Гайворонське, Кіровоградське, Аджамське, Суботське родовища); рожеві та рожево-сірі порфіровидні граніти (Андріївське, Адабашське, Бобринецьке родовища); червоні порфіровидні та трахітоїдні граніти (Горіхівське, Капустянське родовища).
У межах Новомиргородського і Маловисківського районів розміщуються родовища лабрадоритів. останні знайдені на Лікарівському родовищі.
Декоративно-облицювальним матеріалом можуть служити лонцоніти, габбро, діабази, які зустрічаються поблизу Новоукраїнки, Новомиргорода, Олександрії, Долинської.
Задовільні декоративні властивості мають мармур та мармурові вапняки Хащуватського та Заваллівського родовищ біля Побужжя.

### Підземні води
Головним джерелом прісної води в Кіровоградській області є водоносний горизонт, що лежить біля основи порід бучакські свити палеогенового віку. Водомісткі породи представлені різнозернистими кварцовими пісками з потужністю до 25 м. Водоносний горизонт в бучакських відкладеннях експлуатується колодязями та свердловинами (обознівський, Лелеківський водозабори). Продуктивність найпотужніших свердловин на подібних водозаборах становить 20 літрів на секунду.
За хімічним складом ґрунтові води Кіровоградської області відносяться до гідрокарбонатних, гідрокарбонатно-сульфатних, деколи сульфатно — гідрокарбонатних, калієвих та натрієвих. Загальна твердість води становить 1,5—8 мг-екв./літр. Мінеральні води експлуатуються в смт. Новгородці. Мінералізація цієї води становить 3,75 г/л. За хімічним складом це сульфатно-хлоридні, кальцієво-натрієво-магнієві води. Дебет свердловини становить 2,9 л/с.
В деяких місцях області знайдені бальнеологічні радонієві (радіоактивні) води. На базі радонієвої води діють санаторії в м. Знам'янці.
У числі видобувних та переробних підприємств в області наявні об'єкти загальнодержавного значення:
- Виробниче об'єднання Олександріявугілля, Семенівський озокеритовий завод, що працюють на сировині Дніпровського буровугільного басейну;
- Заваллівський графітовий комбінат, Побузький феронікелевий комбінат;
- Кіровоградський завод фільтруючого кизельгуру, Кіровоградський кар'єр каолінів;
- Горіхівський, Капустянський кар'єри з видобутку облицювального каменю;
- залізорудний кар'єр Криворізького центрального ГЗК, Ганнівський, Артемівський залізорудні кар'єри, Долинський ГЗК;
- інгульське та Смолинське рудоуправління з видобутку уранової руди;
- місцеві організації — промкомбінат, Міжколгоспбуд, Дорбуд та інші

(вони виготовляють цеглу з суглинків, використовують піски кольорового та чавунного лиття, розробляють граніти та гнейси на бут та щебінь, застосовують у будівництві мергель, пісковик, вапняк, видобувають торф).